# Raiamas
Raiamas é um género de peixe actinopterígeo da família Cyprinidae.
Este género contém as seguintes espécies:
- Raiamas ansorgii (Boulenger, 1910)
- Raiamas batesii (Boulenger, 1914)
- Raiamas bola (F. Hamilton, 1822)
- Raiamas buchholzi (W. K. H. Peters, 1876)
- Raiamas christyi (Boulenger, 1920)
- Raiamas guttatus (F. Day, 1870)
- Raiamas intermedius (Boulenger, 1915)
- Raiamas kheeli Stiassny, Schelly & Schliewen, 2006
- Raiamas levequei Howes & Teugels, 1989
- Raiamas longirostris (Boulenger, 1902)
- Raiamas moorii (Boulenger, 1900)
- Raiamas nigeriensis (Daget, 1959)
- Raiamas salmolucius (Nichols & Griscom, 1917)
- Raiamas scarciensis Howes & Teugels, 1989
- Raiamas senegalensis (Steindachner, 1870)
- Raiamas shariensis (Fowler, 1949)
- Raiamas steindachneri (Pellegrin, 1908)